# Historia territorial de Panamá

Mapa político de Panamá, dividido en provincias y comarcas indígenas.

La organización territorial de la República de Panamá en provincias tiene su origen en la época de dominio español, ya que en aquel entonces el hoy territorio republicano estaba dividido en las provincias de Panamá, al oriente, y Veraguas, al occidente. Ambas provincias se encontraban insertas en el Reino de Tierra Firme que en un principio constituyó un territorio autónomo de los virreinatos existentes en los siglos XV y XVI, y que posteriormente sería puesto bajo la jurisdicción del Virreinato del Perú en 1535.
Las amplias facultades gubernativas que eran ejercidas desde la Ciudad de Panamá, capital del Reino de Tierra Firme, sobre el resto de las provincias españolas existentes en el istmo de Panamá, desaparecerían con la creación de la Comandancia General de Tierra Firme en 1751, bajo la jurisdicción del Virreinato de la Nueva Granada.
Declarada la independencia de España, el 28 de noviembre de 1821, los gobernantes de Panamá tomaron la decisión de unirse voluntariamente a la Gran Colombia, Estado extinto conformado en la mayor parte de su territorio por las actuales Colombia, Ecuador, Venezuela y Panamá. Con el entendimiento que se conservaría autonomía de gestión económica y administrativa. Los territorios del istmo de Panamá pasaron a ser un departamento de aquel extenso país a partir de 1822. Sin embargo, en 1826 los dirigentes del istmo plantearon sin éxito la necesidad de convertir a Panamá en un país hanséatico, bajo la protección de Gran Bretaña y los Estados Unidos.
Durante el periodo de disolución de la Gran Colombia (1830-1831), Panamá se mantuvo en dos ocasiones bajo gobiernos militares de corte dictatorial que proclamaron la separación de la Gran Colombia, sin embargo no llegaron a organizar las instituciones básicas de un Estado.
Disuelta la Gran Colombia, el istmo de Panamá pasó a formar parte integral de todas las formas de organización política y territorial que tuvo la República de Colombia desde 1831 hasta 1903. Sin embargo, durante ese periodo se dieron alrededor de diecisiete intentos de secesión y dos separaciones consumadas durante el siglo XIX, siendo la más exitosa la secesión de noviembre de 1840, en la que se logró proclamar el Estado del Istmo, antigua república independiente que abarcó el istmo de Panamá y que tuvo vigencia hasta diciembre de 1841.
Durante ese periodo de 72 años el territorio panameño tuvo diferentes sistemas de organización territorial que variaron conforme al sistema de gobierno imperante en la Colombia del siglo XIX, pasando a ser primero provincia y luego estado federal a partir de 1855; Dicho estado, por medio de su constitución, quedó dividido en departamentos.
Con el regreso al sistema de gobierno unitario y centralista en 1886, el estado federal fue convertido en el departamento de Panamá y sus subdivisiones internas renombradas provincias.
Con la proclamación de la República de Panamá en 1903, el país fue organizado en provincias, y esta a su vez divididas en municipios al tenor de lo dispuesto en la Constitución panameña de 1904.
Respecto a la creación de regímenes especiales se estableció por primera vez en el acto legislativo de 1928, que modificando el artículo 4 de la constitución panameña de 1904, declaraba la posibilidad de crear comarcas con territorios segregados de las provincias ya existentes. 
Desde el 1 de enero de 2021, la división político-administrativa de la República de Panamá comprende 10 provincias, 81 distritos (o municipios), 6 comarcas indígenas (4 de ellas a nivel provincial) y 695 corregimientos de los cuales dos son comarcales.

## Época precolombina

Mapa de las diferentes entidades territoriales que existían en Centroamérica en el antes de la llegada de los españoles. En lo referente a la simbología, se tomaron en cuenta las siguientes consideraciones: Reinos, todas aquellas entidades territoriales (llamadas comúnmente señoríos o cacicazgos) que contaban con una capital y un señor principal; confederación, todas aquellas entidades conformadas por señoríos o poblaciones que aunque eran independientes tenían algún tipo de integración o alianza; territorio, todas aquellas regiones conformadas por varios señoríos o poblaciones (ya sean sedentarias, nómadas o seminómadas) que no contaban con algún tipo de integración o alianza, y de las que hay nula o escasa información de como estaban constituidos o de como se encontraban delimitados los territorios de todos o algunas entidades que se encontraban en esa región; como poblaciones importantes se toman en cuenta aquellas poblaciones que eran parte de la organización administrativa de alguna entidad, aquellas poblaciones que tuvieron un papel destacado en la conquista española de alguna entidad (como aquellas en las que se libraron batallas importantes), y las poblaciones donde se hablaban o donde aún se hablan algunas lenguas o dialectos; por último, es de mencionar que las otras etnias o culturas mostradas podrían haber estado sometidas a la entidad donde se mencionan o podrían ser independientes de dicha entidad.

Se sabe poco sobre la organización territorial del istmo de Panamá durante la época precolombina. No obstante a raíz de las crónicas españolas del siglo XVI, se ha podido determinar la extensión de los cacicazgos que existían en Panamá al momento de la conquista de América. 
Además de las crónicas, la historiografía panameña ha utilizado el lenguaje, la orfebrería y demás aspectos culturales, para lograr establecer el área de influencia territorial de las distintas naciones indígenas.

### Cacicazgos indígenas orientales
Entre las naciones indígenas que habitaban el istmo destacaban los Cuevas, cuyo territorio comprendía el suroeste de Panamá, tanto en sus costas caribeña y pacífica, incluyendo el Darién. Se ha fijado el río Atrato como el límite este de los dominios de dicho pueblo indígena, mientras, por el oeste, el territorio se extendería hasta Chame en el Pacífico y Quebore (Río Indio) en el Caribe.
Los cacicazgos Cuevas más importantes eran los de Pocorosa, Comagre y Careta; cuyos territorios ocupaban la actual comarca de Guna Yala. En el litoral pacífico destacaba el cacicazgo de Chochama que ocupaba una buena parte del golfo de San Miguel, al igual que la costa comprendida entre Chimán y la bahía de Chame, el archipiélago de Las Perlas y las islas de Chepillo, Taboga, Taboguilla y Otoque.
No obstante en la parte oriental del istmo existieron pueblos que no hablaban el Cueva. Entre ellos destacan los Chuchures que, provenientes de Honduras, se asentaron en Nombre de Dios. Por otro lado “los de Birú”, fueron reportados por Pascual de Andagoya y ubicados por Romoli en la cuenca alta del río Tucutí, y los de ‘Quarequa’ o ‘Careca’ «habían venido conquistando de hacia las espaldas del Darién».

### Cacicazgos indígenas en la región central
En la parte central del istmo vivían un número plural de naciones indígenas que no compartían lenguaje ni características fenotípicas comunes. Las crónicas españolas apuntan que estos cacicazgos mantenían constantes enfrentamientos bélicos entre ellos por el control territorial.
Entre los señoríos hallados por los españoles durante la conquista, en territorios de la actual provincia de Coclé, se menciona a Periquete, Totonaga, Taracuru, Penonomé. Sin embargo, se ha establecido que en Natá residía el cacique Acherse que comandaba todos esos territorios.
En el área geográfica de la actual península de Azuero se ha documentado los cacicazgos de Escoria, Usagaña, Quema, Guararé, Pocrí y París. No obstante se conoce que el cacique Cutatara de París había dominado mediante la guerra al resto de los cacicazgos vecinos.
En la parte central de la actual provincia de Veraguas estaba establecido el cacicazgo de Tabraba; hacia el norte se encontraba el cacicazgo de Urracá que se encontraba en el área de la actual Santa Fe; con el avance de la colonización este territorio albergó una importante resistencia indígena.

### Cacicazgos indígenas en la región occidental
En las actuales provincias de Bocas del Toro y Chiriquí, se desarrollaron un número plural de tribus indígenas entre las que destacan los guaymíes, dorasques y dolegas. Estas tribus se encontraban dispersas tanto en las costas del océano Pacífico y el mar Caribe; como en la cordillera central.

## Época colonial española (1501-1821)
El avistamiento de América en 1492 precipitaría la colonización de sus tierras por parte de los españoles. En ese contexto Rodrigo Galván de Bastidas fue el primer español en visitar el istmo de Panamá, debido a que Colón había sido apresado en su tercer viaje, y los Reyes Católicos habían eliminado la exclusividad de la empresa del genovés (las Capitulaciones de Santa Fe).
En 1501, Rodrigo de Bastidas recorrió las costas de Venezuela y el norte de Colombia, hasta el golfo de Urabá. Posteriormente bordeó la costa del istmo panameño, y llegó casi hasta el emplazamiento actual del canal de Panamá. En este trayecto, los exploradores no fundaron ningún pueblo ni se adentraron en el territorio.
El 10 de octubre de 1502, en su cuarto viaje, Colón llegó a la costa atlántica del istmo, en las actuales provincias de Bocas Del Toro y Veraguas. El 2 de noviembre, llegó a una bahía en la actual provincia de Colón, a la que bautizó como el nombre de Portobelo o Puerto Bello. El 24 de febrero de 1503, Colón fundó Santa María de Belén, cuya existencia fue efímera debido a los constantes ataques de los indígenas. 
Entre las primeras poblaciones fundadas por los españoles en el istmo de Panamá estarían: Santa María la Antigua (1510), Nombre de Dios (1510), Acla (1515) y la Ciudad de Panamá (1519), siendo esta última la capital histórica del istmo.
Los españoles dividieron el istmo de Panamá en las provincias de Panamá, al oriente, la Veraguas, al occidente, y la Provincia de Darién, al oriente. Ambas provincias se encontraban insertas en el Reino de Tierra Firme.
El Reino de Tierra Firme, aglutinó la presidencia y la Real Audiencia de Panamá, que permanecería durante gran parte de la época colonial subordinada al Virreinato de Perú, hasta que fue degradada a convertirse en la Comandancia General de Tierra Firme en 1751, bajo la jurisdicción del Virreinato de la Nueva Granada.
En la práctica, la administración del territorio del istmo de Panamá no fue tan dependiente del virrey de la Nueva Granada, debido a que la mayor parte de los negocios de importancia se consultaban directamente a la corte en España.
Según Justo Arosemena, las provincias del istmo de Panamá fueron administradas nominalmente por el Virreinato de Nueva Granada por 70 años (entre 1740-1810); pero en la década entre 1810-1821, el istmo prácticamente sería gobernado por representantes directos de la corona, debido a la batallas que se llevaban en el interior del agonizante virreinato, al respecto comentó:

“Algunas circunstancias influyeron en hacer mas llevadera la suerte del Istmo durante los diez años que, con lijera interrupción, permaneció separado del resto de Nueva Granada, comunicándose sola i directamente con la Corte de España; i a ella también se debe que su deseo de independencia de la metrópoli no hubiese sido tan pronunciado como lo había sido ántes i como lo fué despues. La liberal Constitución española de 1812 estendió al Istmo su benéfico influjo, i aun a las Cortes de aquellos tiempos fué un diputado del Istmo, el Dr. Juan J. Cabárcas, más tarde Obispo de Panamá. Hubo asimismo algunos gobernadores, que como Hore i Murgeon, reconociendo tarde que la pésima política de España le había enajenado la simpatía de sus súbditos de ultramar, desplegaron ideas liberales, i permitieron a la prensa de Panamá cierta soltura que nos admiraba por su novedad. Pero el contento relativo no podía durar. La independencia de la vieja monarquía, la libertad republicana, la gloria de los triunfos americanos llamaban a nuestra puerta, i era preciso abrírsela, porque el Istmo, más que ninguno otro pueblo había sido hecho para la independencia, la libertad i la gloria”.

La administración colonial española en Panamá finalizó el 28 de noviembre de 1821.
| | Nueva Castilla de Oro del Reino de Tierra Firme Gobernación de Veragua (1508-1537)                              | Una vez descubierto por Ojeda en 1499 el golfo y territorio circundante que se llamaría Pequeña Venecia o Venezuela, cuyo nombre se extendería a la Tierra de Gracia descubierta por Cristóbal Colón en el año anterior, y que se creara la efímera gobernación de Coquibacoa en 1502, la región occidental sin colonizar del Reino de Tierra Firme pasó a llamarse Nueva Castilla de Oro. En 1508, la misma fue nominalmente dividida entre Diego de Nicuesa quien obtuvo la gobernación de Veragua, la cual se extendía desde el río Atrato en el golfo de Urabá hasta el cabo Gracias a Dios, y Alonso de Ojeda la de Nueva Andalucía, desde el citado río Atrato al cabo de la Vela. | Durante este periodo existió solamente la Gobernación de Veragua dentro del istmo de Panamá, cuya capital era Nombre de Dios |
| | Gobernación de Veragua (1508-1537) Gobernación de Darién (1511-1513) Gobernación de Castilla de Oro (1513-1538) | A partir del 1 de marzo de 1511, Balboa se hizo cargo de facto del gobierno de Nombre de Dios debido a la muerte de Nicuesa, y poco después, el rey lo nombró el 23 de diciembre de 1511 gobernador y capitán general del Darién, asumiendo su cargo a principios de 1512. En mayo de 1513, Pedrarias Dávila fue nombrado gobernador y capitán general de Castilla del Oro, que incluía todo el territorio de la costa desde el golfo de Urabá —al noroeste de la actual Colombia— hasta las vecindades del río Belén en Centroamérica por el oeste —actualmente hace de límite entre las presentes provincias panameñas de Veraguas y de Colón— y en donde comenzaba el territorio residual de la gobernación de Veragua. El 25 de septiembre de 1513 Balboa tomó posesión del «Mar del Sur» que él descubrió. Recién Pedrarias llegó a la ciudad de Darién en julio de 1514 y fundaría la nueva ciudad de Nuestra Señora de la Asunción de Panamá, el 15 de agosto de 1519. | Los divisiones coloniales de esta época ubicadas en el actual territorio panameño fueron: Gobernaciones - Gobernación de Veragua, capital: Nombre de Dios. - Gobernación de Darién, capital: Santa María la Antigua. - Gobernación de Castilla de Oro, capital: Santa María la Antigua (1514-1520) y Nuestra Señora de la Asunción de Panamá (1520-1538). |
| | Presidencia-gobernación de Tierra Firme (1538-1542) Ducado de Veragua (1537-1560) Veragua Real (1537-1540)      | La gobernación de Castilla de Oro que comprendía la parte este de la primigenia gobernación de Veragua, cuyos límites orientales y sudorientales llegarían respectivamente hasta el río Atrato y la bahía de Buenaventura, comenzó a expandirse hacia el occidente con Pedro Arias Dávila, adquiriendo en 1524 los territorios de la nueva Villa de Bruselas y de las urbes de Granada y de León, las cuales se separaron en 1527 para conformar la provincia de Nicaragua, que dependería de la Real Audiencia de Santo Domingo (hasta 1539). Finalmente la toponimia de Tierra Firme comenzó a circunscribirse a la parte oriental de Costa de Oro en el año 1535 y cuando su territorio central pasó a conformar el Ducado de Veragua el 19 de enero de 1537 —que se lo concedieron a Luis Colón, nieto del gran almirante, como consecuencia del laudo arbitral dictado en julio de 1536 que puso fin a los pleitos colombinos— quedó dividida en dos porciones, disponiéndose por real cédula del 3 de marzo del mismo año que toda la Veragua Real (La porción sobrante de la extinta gobernación de Veragua) sea de la Gobernación de Tierra Firme. Posteriormente en 1540, se dispuso que las tierras desde el golfo de Nicoya hasta la frontera del ducado, fuesen segregadas de Castilla del Oro y unidas al territorio de la Veragua Real para conformar la provincia de Nueva Cartago y Costa Rica. | Los divisiones coloniales de esta época ubicadas en el actual territorio panameño fueron: Presidencia y Gobernación de Tierra Firme - Provincia de Tierra Firme o Castilla de Oro, capital: Nuestra Señora de la Asunción de Panamá. - Veragua Real o Provincia de Veragua. Ducado de VeraguaPerteneciente a la Familia Colón.                            |
| Primeras divisiones coloniales de Tierra Firme, 1538.                                                                              | Virreinato de Nueva España Provincia de Tierra Firme (1542-1550)                                                | Instalada definitivamente la Real Audiencia de los Confines en 1543 en la Capitanía General de Guatemala, creada por real cédula de 1542, se ordenó extinguir la de Panamá, pasando la Tierrafirme propiamente dicha a ser degradada en lo judicial a alcaldía mayor, con el nombre de Panamá y Nombre de Dios, en lo administrativo la Provincia de Tierra Firme estaría supeditada al Virreinato de Nueva España. | Los divisiones coloniales de esta época ubicadas en el actual territorio panameño fueron: Gobiernos Provincia de Tierra Firme |
| | Virreinato del Perú Provincia de Tierra Firme (1550-1563) Provincia de Veragua (1560-1563)                      | En la real cédula de 2 de mayo de 1550, el rey estableció: «Ordenamos, que la Provincia de Tierra Firme, llamada Castilla del Oro, sea de las Provincias del Perú, y no de las de Nueva España». En 1556 el gobernador de Tierra Firme, el licenciado Juan Ruiz de Monjaraz, se trasladó al interior para inducir a los indígenas a vivir congregados en pueblos, tarea en la cual le prestó ayuda el fraile dominico Pedro de Santa María. Con ese fin se fundó la población de Santiago de Olá, a dos leguas de Natá. Los vecinos de esta última población propusieron por ese tiempo al almirante Luis Colón conquistar y poblar el Ducado de Veragua, oferta que el duque acogió favorablemente, pero por un arreglo arbitral que celebró con la Corona española en 1556, convino en ceder los derechos que tenía sobre el territorio a cambio de una renta perpetua. De este modo el ducado fue incorporado como Veraguas a las provincias de Tierra Firme en 1560. | Los divisiones coloniales de esta época ubicadas en el actual territorio panameño fueron: Provincias - Provincia de Tierra Firme - Provincia de Veragua |
| | Reino de Tierra Firme Presidencia-Gobernación (1563-1614)                                                       | El 15 de mayo de 1565 se restableció la Real Audiencia de Panamá, por real provisión de 1563, y se le señaló una jurisdicción en el litoral pacífico que abarcaba desde la bahía de Buenaventura en Sudamérica hasta el golfo de Fonseca en Nicaragua, y por la costa caribeña desde el río Ulúa de la provincia de Comayagua u Honduras hasta el río Atrato por el oriente. La jurisdicción de la gobernación de Tierra Firme y su real audiencia pretorial quedó circunscrita al istmo de Panamá y alrededores, como ser la provincia de Veraguas en el oeste y la región de Darién en el este. | Los divisiones coloniales de esta época ubicadas en el actual territorio panameño fueron: Provincias - Provincia de Tierra Firme - Provincia de Veragua |
| Mapa de las primeras divisiones coloniales del Reino de Tierra Firme, Nuevo Reino de Granada y Popayán a principios del siglo XVI. | Virreinato del Perú Reino de Tierra Firme Presidencia-Gobernación Capitanía General (1614-1717)                 | Por una real cédula del 19 de julio de 1614, Felipe III de España ordenó "Que el Presidente de Panamá obedezca al Virrey del Perú, y tenga con él ordinaria comunicación, y le esté subordinado en gobierno, guerra y hacienda." En la Recopilación de Leyes de Indias de 1680, en Ley IV (Audiencia y Chancilleria Real de Panamá en Tierrafirme) del Título XV (De las Audiencias y Chancillerias Reales de las Indias) del Libro II, se recoge la atribuciones en materia de gobierno por parte del gobernador, capitán y presidente de la Real Audiencia del Reino de Tierra Firme. En la citada ley se establecía la superioridad del gobernador y capitán general del Reino de Tierra Firme, además se le otorgaban amplias facultades para gobernar equiparables a la de los Virreyes. Sin embargo, como excepción se señalaba, el acatamiento de las órdenes que diese el virrey de Perú, por lo que si bien el gobernador de Tierra Firme contó con una gran autonomía, durante el siglo XVII el virrey del Perú, ejerció su poder para mediar en los conflictos que se suscitaban en el gobierno del territorio. | Los divisiones coloniales de esta época ubicadas en el actual territorio panameño fueron: Provincias - Provincia de Castilla del Oro - Gobernación de Veragua |
| | Virreinato del Perú Provincia de Castilla del Oro (1717-1722) Provincia de Veragua (1717-1722)                  | En 1717, la Corte recibía informes en los cuales se señalaba una gran inestabilidad de los gobiernos de Tierra Firme y el desasosiego general que se derivaba de la conducta de los oidores de la audiencia panameña, por lo que en ese mismo año, se destituyó al gobernador Hurtado y se mandó a extinguir el tribunal de Panamá, agregando el territorio de su jurisdicción a la autoridad del virrey del Perú y de la Real Audiencia de Lima, con cuya medida se creyó que las cosas marcharían mejor en el reino. | Los divisiones coloniales de esta época ubicadas en el actual territorio panameño fueron: Provincias - Provincia de Castilla del Oro - Gobernación de Veragua |
| | Virreinato del Perú Reino de Tierra Firme Presidencia-Gobernación Capitanía General (1722-1739)                 | Mediante cédula de 21 de julio de 1722 mandó la Corona restablecer la Real Audiencia de Panamá, considerando las dificultades que para el gobierno originaba la distancia entre la colonia y las autoridades del Perú, de las cuales dependía. La audiencia quedó restablecida tal como había existido en la época de su primera erección, con un presidente, cuatro oidores y un fiscal. Con la investidura de presidente de la audiencia y el cargo además de comandante general de Tierra Firme, Jerónimo Badillo ejerció el mando hasta fines de 1723 en que murió. | Los divisiones coloniales de esta época ubicadas en el actual territorio panameño fueron: Provincias - Provincia de Castilla del Oro - Gobernación de Veragua |
| | Virreinato de Nueva Granada Reino de Tierra Firme Presidencia-Gobernación Comandancia General (1739-1751)       | El 20 de agosto de 1739 se expidió la real cédula por la cual se restableció el virreinato de Santafé, incluyendo en él, con los territorios del Nuevo Reino de Granada, Venezuela y Quito, el de las provincias de Panamá, Darién, Portovelo y de Veraguas, “con todas las ciudades, villas y lugares; y los puertos, bahías, surgideros, caletas y demás pertenecientes en uno y otro mar a Tierra Firme”. La jurisdicción correspondiente a los magistrados seccionales quedó en el mismo pie, conservando el gobernador de Panamá la supremacía sobre los de Portovelo, Veraguas y Darién. La audiencia, subordinada al virreinato, mantuvo sus privilegios en lo local y la misma configuración en el personal, siendo su presidente el gobernador y capitán general de todo el territorio. En lo que respecta a la creación de las provincias de Portovelo y Darién, no se tienen disponible datos que indiquen la fecha en que las constituyeron, sin embargo en la real cédula de 1739, ya es mencionada su existencia. | Los divisiones coloniales de esta época ubicadas en el actual territorio panameño fueron: Provincias - Provincia de Panamá - Provincia de Veragua - Provincia de Portovelo - Provincia de Darién |
| Mapa de Panamá del año 1785. | Virreinato de Nueva Granada Comandancia General de Tierra Firme (1751-1812)                                     | Mediante cédula del 20 de junio de 1751, el rey de España ordenó la extinción definitiva del Tribunal de la Audiencia de Panamá, los territorios quedaron regidos por un gobierno netamente militar a cargo de Manuel Montiano, con dependencia de la autoridad del virrey de Nueva Granada y, en lo contencioso, de la Real Audiencia de Santafé. La sede de Panamá siguió siendo sufragánea del Arzobispado de Lima y se concentró el poder militar en la comandancia general de Tierra Firme, cuyos límites se conservaron desde el Atrato hasta los linderos de la Capitanía General de Guatemala, que incluía las provincias de Panamá, Darién, Veraguas y Portovelo. La degradación del gobierno residente en la provincia de Panamá, creó un ambiente de tensión política con el resto de las gobernaciones del istmo, debido a que el gobernador y comandante de Panamá, continuaba ejerciendo su superioridad frente al resto de las provincias del istmo, el asunto fue sometido al rey que decidió lo siguiente: - El 24 de julio de 1766, el Rey estableció que los gobernadores de Portovelo, Darién y Veraguas, debían obedecer y estaban subordinados, al Gobernador de Panamá - Comandante general de Tierra firme. - El 2 de agosto de 1769, tras una larga disputa desarrollada de 1766 y 1769, entre el gobernador de Panamá, gobernador de Veraguas y el Virrey de la Nueva Granada, se dispuso que en lo político todas las provincias del antiguo Reino de Tierra Firme tenían la misma jerarquía, con excepción de las apelaciones de menor cuantía que tanto en lo civil como en lo político serían conocidas por el Gobernador de Panamá; En el campo militar mantendría su primacía el Comandante general de Tierra Firme (también gobernador de Panamá) frente a los comandantes de las otras provincias. | Los divisiones coloniales de esta época ubicadas en el actual territorio panameño fueron: Provincias - Provincia de Panamá - Provincia de Veragua - Provincia de Portovelo - Provincia de Darién |
| | Virreinato de Nueva Granada Presidencia-Capitanía General Comandancia General de Tierra Firme (1812-1813)       | El Brigadier Benito Pérez fue nombrado Virrey de la Nueva Granada en 1811, sin embargo al verse impedido de establecer su autoridad en Santa Fe de Bogotá, optó por establecer su autoridad en Panamá, convirtiéndola en la capital del Virreinato. El 21 de marzo de 1812, tomó posesión del cargo, y ese mismo día se instaló el tribunal de la Real Audiencia. El gobierno local de la provincia continuó siendo ejercido por el gobernador titular. | Los divisiones coloniales de esta época ubicadas en el actual territorio panameño fueron: Provincias - Provincia de Panamá - Provincia de Veragua - Provincia de Portovelo - Provincia de Darién |
| | Virreinato de Nueva Granada Comandancia General de Tierra Firme (1813-1820)                                     | En el año 1813 agobiado por la rebeldía de Cartagena, el virrey Benito Pérez renunció al puesto, muriendo poco después en Chagres el 4 de agosto de 1813. Su sucesor Francisco Montalvo, establecería entonces su gobierno en Santa Marta, cesando por ende el funcionamiento de la Real Audiencia en Panamá. | Los divisiones coloniales de esta época ubicadas en el actual territorio panameño fueron: Provincias - Provincia de Panamá - Provincia de Veragua - Provincia de Portovelo - Provincia de Darién |
| | Gobierno de Tierra Firme Comandancia General de Tierra Firme (1820-1821)                                        | El 28 de diciembre de 1820, arribó el virrey Don Juan de Sámano y Uribarry a la Ciudad de Panamá, tras su huida de Santa Fe de Bogotá. El Virrey mantuvo a Pedro Ruiz de Porras en el mando del Istmo, separándolo del resto de la Nueva Granada y denominándolo *Gobierno de Tierra Firme*. Sin embargo en poco tiempo Sámano asumió en sí todas las funciones administrativas hasta que falleció el 2 de agosto de 1821. La corona trasladó a Pedro Ruiz de Porras a la gobernación de Yucatán, y nombró al Brigadier Tomás de Cires, quien no tomó posesión del puesto por encontrarse detenido en Puerto Cabello. En consecuencia, el capitán general Juan de la Cruz Murgeón que en ese momento se encontraba en Panamá, procedió a nombrar provisionalmente a José de Fábrega, como gobernador de la Provincia de Panamá y comandante general de Tierra Firme. | Los divisiones coloniales de esta época ubicadas en el actual territorio panameño fueron: Provincias - Provincia de Panamá - Provincia de Veragua - Provincia de Portovelo - Provincia de Darién |

## Época grancolombina (1821-1831)
El movimiento panameño de independencia de la Corona Española se inició el 10 de noviembre de 1821 con el grito de independencia en la Villa de Los Santos, la cual contó con el respaldo de otras poblaciones como Natá de los Caballeros, Penonomé, Ocú y Parita.
Pocos días antes de ser proclamada la independencia llegó al istmo una misión enviada por el general Agustín de Iturbide para conseguir que Panamá se uniera al naciente Imperio Mexicano, como ya lo habían hecho los países centroamericanos.[cita requerida]
El 28 de noviembre de 1821, en un cabildo abierto en la Ciudad de Panamá, se proclamó la independencia de Panamá, dando término a la época colonial.
En aquel momento hubo un intenso debate en el que se pensó organizar una república independiente en el istmo, pero debido a la falta de presupuesto, el poco armamento militar con el que se contaba y la inseguridad de ser reconquistados por España; se propuso entonces la unión con algunas de las nuevas naciones americanas, entre ellas los vecinos de la unión centroamericana y Perú, siendo esta última opción dada por el obispo de la Ciudad de Panamá, debido a que la nación peruana había sido el principal socio comercial del Istmo durante la época colonial. Pero finalmente, mediante el voto popular y aprobación de toda la población, se decide la unión voluntaria a la Gran Colombia de Simón Bolívar, unión que fue motivada debido a la gran admiración y liderazgo del general en las campañas independentistas del Sur de América. Panamá se unió a Colombia, a cuyo Congreso iría a representar oportunamente su diputado.
Respecto a este momento histórico Justo Arosemena comentó:

Quede pues para nosotros solos la gloria de nuestra emancipación; quede la de habernos unido a Colombia, cuyo esplendor nos deslumbró i cuyo derecho sobre el Istmo era ninguno. Al declarar que nos incorporábamos a aquella República, no fué por sentimiento de deber sino por reflexion, por cálculo i previo un detenido debate, que conocen mui bien los contemporáneos de nuestra independencia. Si en vez de unirnos a Colombia, hubiéramos tenido por conveniente constituirnos aparte, ¿nos habría hecho la guerra aquella República? Puede ser que los mismos a quienes parecía insoportable el derecho de la fuerza cuando lo ejercía España, lo hubiesen encontrado mui racional cuando lo hacía valer Colombia; pero no es la cuestión si había en América un pueblo bastante poderoso i bastante injusto para vencernos i anexarnos con la elocuente demostración del pirata; es la cuestión si el derecho independiente de la violencia, la facultad incuestionable de disponer de nuestra suerte, la soberanía conquistada el 28 de noviembre de 1821, estaban o no de nuestra parte...

Panamá se unía voluntariamente a la Gran Colombia de Bolívar, un extenso país cuya su superficie correspondía a los territorios de las actuales repúblicas de Colombia, Ecuador, Panamá y Venezuela —incluyendo la Guayana Esequiba, en reclamación guyano-venezolana—; y otros territorios que pasaron a Brasil, Perú, Nicaragua y Honduras por acuerdos internacionales celebrados entre estos países y las repúblicas surgidas de la disolución grancolombina.
El 9 de febrero de 1822, mediante Decreto Ejecutivo del Vicepresidente de la Gran Colombia Francisco de Paula Santander, se creó provisionalmente y hasta la reunión del próximo del congreso, el departamento del Istmo, con los mismos derechos concedidos a los departamentos originales creados por la ley de 2 de octubre de 1821.

### Tentativa de separación de Panamá (1826)
En lo que a Panamá concierne, su clase dirigente se opuso a la adopción de la constitución bolivariana, que pretendía imponer a Simón Bolívar como gobernante vitalicio de la Gran Colombia, a pesar de todas las gestiones del enviado especial por el libertador, y de la presión que ejercieron el intendente y jefe militar en el istmo.
En 1826, mismo año en que Panamá rechazó la constitución bolivariana, se celebró en la capital istmeña el famoso Congreso internacional Bolivariano. Mas este notable acontecimiento no fue óbice para que en ese año se produjera la primera tentativa de separación de Colombia. El congreso colombiano hacía caso omiso de las solicitudes de franquicias comerciales para el istmo, lo cual frustraba las aspiraciones panameñas. En consecuencia, surgió un movimiento separatista para convertir a Panamá en un país hanséatico, bajo la protección de Gran Bretaña y los Estados Unidos. El movimiento fue, sin embargo, reprimido por los militares colombianos destacados en el istmo.

### Separaciones de Panamá (1830-1831)
El 26 de septiembre de 1830, Panamá se separó del Estado grancolombiano, con la coordinación del general panameño José Domingo Espinar, mulato de origen popular que no compartía las preferencias de la oligarquía panameña, antiguo secretario y gran partidario de Bolívar. Debido a la crisis ocasionada por la renuncia del libertador y la desmembración de la Gran Colombia, Espinar, apoyado por las masas del arrabal capitalino, se rebeló contra el gobierno esperando la vuelta de Bolívar al poder.
El artículo 2 del acta de emancipación decía: «Panamá desea que su excelencia el libertador Simón Bolívar se encargue del gobierno de la República como medida indispensable para volver a la unión las partes que de ella se han separado bajo pretextos diferentes quedando desde luego este departamento bajo su inmediata protección».
En consecuencia con lo proclamado, una delegación panameña viajó a Barranquilla, donde se hallaba Bolívar, para invitarlo a que viniera al istmo a reasumir el poder y a reconstruir a la desmembrada Gran Colombia. Bolívar rehusó tal ofrecimiento y aconsejó a su antiguo secretario que incorporara el istmo a Colombia. Espinar decidió hacer caso a Bolívar, pero poco después se produciría otro movimiento secesionista al siguiente año.
El 9 de julio de 1831, fue gestada por el coronel venezolano Juan Eligio Alzuru la segunda separación de Panamá de Colombia, que contó inicialmente con el beneplácito de la oligarquía panameña tanto capitalina como interiorana. Fue un movimiento en reacción a los planes de José Domingo Espinar que pretendía el restablecimiento del Estado grancolombino y del poder centralista de Bolívar, donde se pretendía una definitiva secesión.
Los métodos de aquel militar fueron tan crueles y arbitrarios que hicieron peligrar los intereses de la clase dominante panameña. Por lo tanto, mediante la acción de los otros militares que controlaban, lograron derrotar y fusilar al tirano. Luego de esto, los dirigentes panameños al ver lo que un movimiento independentista mal llevado podría desencadenar, decidieron incorporar al istmo a la naciente República de la Nueva Granada.
| Departamento del Istmo y sus provincias, entre 1822-1830. | Gran Colombia Departamento del Istmo (1822-1824) (1824-1830) | El departamento del Istmo fue constituido con el territorio del Reino de Tierra Firme, que correspondería a la actual República de Panamá, el norte del actual departamento del Chocó, en la República de Colombia y el Pacífico sur costarricense (desde punta Burica hasta el golfo Dulce). En 1824, por medio de la Ley de División Territorial de la República de Colombia, el departamento se subdividía en provincias. De acuerdo a las leyes de la Gran Colombia, a la cabeza del gobierno civil del departamento se hallaba un intendente y la autoridad militar estaba representada por el comandante general del Departamento. | De acuerdo a lo dispuesto en la Ley de División de Colombia del 25 de junio de 1824, el departamento estaba constituido de dos provincias y 10 cantones: - Provincia de Panamá. Capital: Ciudad de Panamá. En 1822 estaba constituida por seis cantones: Panamá, Portobelo, Darién del Sur, Natá y Los Santos. En 1824 la provincia de Panamá comprendía los cantones de Panamá, Portobelo, Yaviza (antes Darién del Sur), Natá, Los Santos y Chorrera. - Provincia de Veraguas. Capital: Santiago de Veraguas. En 1822 estaba constituida por dos cantones: Santiago y Alanje. En 1824 la provincia de Veraguas estaba formada por los cantones de Santiago, Alanje, La Mesa y Gaimí (cabecera Remedios). |

## Época neogranadina (1831-1840)
A partir de 1830 en medio de las separaciones de Ecuador (1830), Panamá (1830 y 1831) y Venezuela (1830); se precipitó la desintegración del gobierno de la Gran Colombia y sus estructuras políticas. Naciendo como consecuencia el Estado del Ecuador y el Estado de Venezuela; mientras que Panamá se mantuvo bajo gobiernos militares de corte dictatorial que no llegaron a organizar las instituciones básicas de un Estado. 
Mediante el Convenio de Apulo (llevado a cabo el 28 de abril de 1831), el general Rafael Urdaneta, último presidente de la Gran Colombia, entregó el mando a Domingo Caicedo el 3 de mayo, hasta el 21 de noviembre cuando fue jurídicamente abolida.
El 7 de mayo se convocó una convención a los departamentos centrales de la fenecida Gran Colombia, en la que se debían congregar representantes de Cundinamarca, Cauca, Antioquia, Istmo (Panamá), Magdalena y Boyacá. Los mismos debían reunirse en Bogotá el 15 de octubre. Panamá se sumó a la iniciativa tras la caída del régimen dictatorial a fines de agosto de 1831.
El objetivo de esta convención era acordar una constitución para los departamentos centrales de la antigua Gran Colombia y elegir los magistrados que debían regirla.
En la convención celebrada finalmente el 20 de octubre de 1831 se creó el Estado de Nueva Granada, que con la Constitución de 1832 sería llamado oficialmente República de la Nueva Granada.
El 29 de febrero de 1832 la Convención Nacional, conformada por los representantes de las provincias de Antioquia, Barbacoas, Bogotá, Cartagena, Mompós, Neiva, Pamplona, Panamá, Pasto, Popayán, Socorro, Tunja, Vélez y Veraguas, sancionaron una nueva constitución por medio de la cual el país se denominó oficialmente República de la Nueva Granada a partir del 1 de marzo de dicho año.
Las provincias de Panamá y Veraguas permanecerían unidas a la Nueva Granada hasta el 18 de noviembre de 1840, fecha en el que los istmeños fundan la primera república denominada Estado del Istmo.
| Provincias del istmo de Panamá entre 1831-1840. | República de la Nueva Granada (1831-1840) | El istmo de Panamá mantuvo la misma extensión territorial que tenía en la Gran Colombia, sin embargo fue dividido en dos provincias, cuya extensión abarcaba a la actual república de Panamá, el norte del actual departamento del Chocó, en la república de Colombia y el Pacífico sur costarricense (desde Punta Burica hasta el golfo Dulce). | El territorio del istmo de Panamá como parte de la República de la Nueva Granada, se dividió en provincias. Cada provincia se componía de uno o más cantones, y cada cantón se dividía en distritos parroquiales.: - Provincia de Panamá. Capital: Ciudad de Panamá. - Provincia de Veraguas. Capital: Santiago de Veraguas. |

## Estado del Istmo (1840-1841)
El Estado del Istmo fue una república independiente que abarcó el istmo de Panamá; se constituyó el 18 de noviembre de 1840, separándose de la República de la Nueva Granada.
A excepción de la separación definitiva en 1903, sería el más exitoso de los intentos de separación que tendría Panamá con Colombia. Su único jefe de Estado fue el General Tomás Herrera. La independencia no fue reconocida por la Nueva Granada, aunque sí fue reconocida internacionalmente por Costa Rica.
La situación política en la Nueva Granada entre los años 1839 y 1842 fue de gran convulsión, ya que el General José María Obando se había rebelado al presidente neogranadino José Ignacio de Márquez en Pasto desencadenando un conflicto civil en todo el país denominado la Guerra de los Supremos, siendo este conflicto una de las causas principales de la secesión panameña. Adicionalmente, la separación se precipitó, debido a que las clases dominantes de Panamá poseían pretensiones autonomistas, alimentadas por el aislamiento y estado económico en el cual se encontraba el istmo con respecto al resto del país, sobre todo con la capital Santafé de Bogotá, según lo expresado por el propio General Tomás Herrera.
Este movimiento fue oficializado mediante la Ley Fundamental del Estado del Istmo de 20 de marzo de 1841, firmada por Tomás Herrera como Jefe Superior del Estado y José Agustín Arango como Secretario.
Luego de ser nombrados Herrera y Carlos de Icaza Arosemena Jefe y Vicejefe respectivamente, se convocó una convención para constituir el Estado, el 8 de junio de 1841, en el Palacio de Gobierno de Panamá, se ratificó el acto popular del 18 de noviembre, se aprobó la Constitución del Estado y se eligió unánimemente a Herrera e Icaza para los cargo de gobernador y vicegobernador de la nueva entidad política.
El Estado del Istmo, se mantuvo durante trece meses y algunos días, tan pronto como el gobierno neogranadino logró vencer a los beligerantes en la Guerra de los Supremos, se preparó en el Cauca una expedición militar para invadir el istmo de Panamá. El general Tomás Cipriano de Mosquera, buscó una solución pacífica al inminente conflicto, enviando como comisionados al Comandante Julio Arboleda, quien no tuvo éxito. Posteriormente, el coronel Anselmo Pineda y el doctor Ricardo de la Parra, comisionados por el doctor Rufino Cuervo, en representación del gobierno neogranadino, obtendrían éxito en la celebración de un convenio celebrado el 31 de diciembre de 1841 que reincorporó el istmo de Panamá a la Nueva Granada.
Al respecto Justo Arosemena, testigo de los acontecimientos, comentó:

"No se limitaron a esto los trabajos de la Convención, que en realidad llenó cumplidamente su objeto, dando una Constitución i muchas leyes importantes. Un año entero duró el Estado del Istmo. Las atenciones del Gobierno nacional en aquella cruda guerra, no le habían permitido escitar formalmente a las provincias de Panamá i Veráguas a reincorporarse a la Nueva Granada bajo la bandera constitucional de 1832. Pero en diciembre de 1841, cuando ya todo el resto de la República había vuelto al punto de partida de 1839, el Istmo pobre, débil i amenazado con todas las fuerzas victoriosas en Huilquipamba, Aratoca, Tescua i la Chanca, mal de su grado renunció a un estado de cosas que había sido siempre su gran desideratum, i que había demostrado la posibilidad de marchar útil i airosamente por el camino emprendido. Las provincias istmeñas volvieron, como la cola de un cometa, ajirar por fuerza tras el cuerpo del astro, que se estendía de Riohacha a Túquerres, i del Chocó a Casanare".

|  | Estado del Istmo (1840-1841) | El Estado del Istmo tenía una extensión que abarcaba a la actual República de Panamá, el norte del actual departamento del Chocó, en la República de Colombia y el Pacífico sur costarricense (desde Punta Burica hasta el golfo Dulce). La región de Bocas del Toro estuvo sujeta a una cesión de soberanía a Costa Rica, como condición del reconocimiento del Estado del Istmo, pero no se cristalizó debido a su efímera existencia. | El territorio del Estado del Istmo se dividió en cantones, y estos a su vez en parroquias: - Cantón de Panamá - Cantón de Portobelo - Cantón de El Darién - Cantón de Natá - Cantón de Parita - Cantón de Los Santos - Cantón de Chorrera - Cantón de Santigo - Cantón de Alanje - Cantón de Bocas del Toro |

## Época colombiana (1841-1903)
El istmo de Panamá se reincorporó a la Nueva Granada el 31 de diciembre de 1841.
La constitución de 1832 permitió la creación de territorios nacionales en busca de que aquellos lugares de la República que se encontraran muy alejados o aislados de centros poblaciones y con una población escasa, tuvieran un régimen especial que les permitiera un cumplimiento fidedigno de las leyes consagradas en la constitución. Los que fueron creados en territorio del istmo de Panamá fueron:
- Bocas del Toro: creado en 1843, cercano a la frontera con Costa Rica.
- Darién: creado en 1846, se ubicaba alrededor del golfo de Urabá y la serranía del Darién.

Posteriormente otras leyes de la República crearon la provincia de Chiriquí (1849) y Azuero (1850).

### Intento de separación de Panamá de 1850
En 1850 el general José Domingo Espinar y E. A. Teller, editor del periódico "Panama Echo", llevaron a cabo una revolución la madrugada del 29 de septiembre, que buscaba la segunda separación de Panamá de la Nueva Granada. Obaldía, gobernador del Istmo, no estaba de acuerdo con esta separación ya que veía al istmo todavía no preparado para asumir el control de su destino, convenciendo de desistir y reintegrar nuevamente al istmo.
| Provincias y territorios Nacionales existentes en el istmo de Panamá entre 1841-1850. | República de la Nueva Granada (1841-1850) | El istmo de Panamá mantuvo la misma extensión territorial que tuvo durante el fenecido Estado del Istmo, con su reincorporación a la Nueva Granada fue dividido en dos provincias, y dos territorios nacionales. | El territorio del istmo de Panamá como parte de la República de la Nueva Granada, se dividió en provincias y territorios nacionales: - Provincia de Panamá. Capital: Ciudad de Panamá. - Provincia de Veraguas. Capital: Santiago de Veraguas. - Territorio de Bocas del Toro. Capital: Bocas del Toro. - Territorio del Darién. Capital: Chimán. |
| Provincias existentes en el istmo de Panamá entre 1850-1855.                          | República de la Nueva Granada (1850-1855) | Los territorios nacionales desaparecen y se crean dos provincias: Azuero y Chiriquí. | El territorio del istmo de Panamá como parte de la República de la Nueva Granada, se dividió en provincias: - Provincia de Azuero. Capital: Villa de Los Santos. - Provincia de Chiriquí. Capital: Villa de David. - Provincia de Panamá. Capital: Ciudad de Panamá. - Provincia de Veraguas. Capital: Santiago de Veraguas.                      |

### Periodo federal (1855-1886)
Desde el establecimiento de la República de la Nueva Granada, los dirigentes políticos de Panamá fueron beligerantes en el congreso en busca de la adopción de un régimen federal para el istmo. Esto se logró finalmente el 27 de febrero de 1855, realizándose una excepción dentro del régimen centralista imperante, para que el departamento de Panamá se convirtiese en Estado federal.
Este Estado dependería de la Nueva Granada en los asuntos de relaciones exteriores, ejército y marina, crédito nacional, naturalización de extranjeros, rentas y gastos nacionales, uso de los símbolos nacionales, tierras baldías, pesos y medidas oficiales. Todos los demás asuntos administrativos y legislativos pertenecían al Estado de Panamá, al igual que el sistema de aduanas. Una asamblea constituyente de 31 miembros, elegidos por las cuatro provincias, aprobaría la constitución de dicho Estado y elegiría al presidente.
Mediante el acto adicional a la constitución de 1853, se establecía que los límites del Estado de Panamá, serían los que en definitiva se trazaren entre la Nueva Granada y Costa Rica. Igualmente establecía que una ley posterior fijaría los límites con el resto del territorio de la Nueva Granada.
Según la historiografía panameña, el congreso neogranadino nunca establecería mediante ley especial la frontera con el resto del país, como se había anunciado en el acto adicional a la constitución de 1853. En ese contexto se expedía la ley del 9 de junio de 1855 "Sobre concesiones a la Compañía del Ferrocarril de Panamá", que fijó la demarcación territorial que la empresa concesionaria podía escoger para la construcción de la vía. En el artículo séptimo de la citada ley 9, se hacía una excepción a estas tierra explotables bajo lo siguiente término:

"... de las islas de ambos océanos y las comarcas que formaban en 1º de enero de 1849 los territoriosde Bocas del Toro y Darién, cuyos límites son: Del primero los mismos que hoy tiene el cantón de igual nombre en la Provincia de Chiriquí, y del segundo, por el este, desde cabo Tiburón a las cabeceras del río de la Miel y siguiendo la cordillera por el cerro de Gandí a la sierra de Chugargun y la de Malí a bajar por los cerros de Nigue a los altos de Aspavé, y de allí al Pacífico entre Cocalito y la Ardita; y por el oeste los que lo dividían el 1º de enero de 1849 de los cantones de Panamá y Portobelo".

Según la historiografía panameña, a partir de la ley del 9 de junio de 1855, surgió la tendencia de cercenar parte del territorio histórico de Panamá en beneficio del departamento del Cauca, otorgándole costas en el Urabá. La protesta de las autoridades del Estado Federal de Panamá no se hizo esperar, como respuesta a una circular que expidió el Secretario de Relaciones Exteriores al cuerpo diplomático, en la que plasmaba su concordancia con los límites establecidos en la ley de concesión del Ferrocarril de Panamá. Fue precisamente Justo Arosemena el que realizaría el pronunciamiento en nota oficial al Señor Presidente de la Asamblea Constituyente, publicada en la Gaceta del Estado Número 9, de 15 de septiembre de 1855.
Arosemena estableció que la declaratoria hecha en el artículo 7 de la ley de 9 de junio de 1855 era errónea, porque los límites del Territorio del Darién no eran esos al 1 de enero de 1849, sino otros distintos que había determinado el presidente Tomás Cipriano de Mosquera mediante el decreto del 7 de agosto de 1847, inserto en la Gaceta de la Nueva Granada número 902, estableciendo que los límites eran: 

"El río Atrato, desde su desembocadura hasta su confluencia con el Napipí, y de allí el curso de este río hasta su origen, y una línea recta a la bahía de Cupica...".

En opinión de Arosemena los límites fijados en el artículo 7 de la ley de 9 de junio de 1855 no imponía deber alguno, porque frente al error expuesto, su contenido no tenía carácter dispositivo sino expositivo, al estar inserta en una ley de concesiones a una empresa extranjera.
| Departamentos existentes en el istmo de Panamá entre 1855-1858. | Estado Federal de Panamá (1855-1858)  | El istmo de Panamá permaneció subdividido en las cuatro provincias que lo venían conformando desde 1850, sin embargo el 9 de marzo de 1855 la provincia de Azuero fue suprimida y su territorio repartido entre las de Panamá y Veraguas. El 15 de julio del mismo año se definió formalmente la división en departamentos del nuevo Estado federal.                         | El territorio del istmo de Panamá como parte de los Estados Unidos de Colombia, se dividió en departamentos: - Departamento de Coclé. Capital: Natá. - Departamento de Colón. Capital: Colón. - Departamento de Chiriquí. Capital: David. - Departamento de Fábrega. Capital: Santiago de Veraguas. - Departamento de Herrera Capital: Pesé. - Departamento de Los Santos Capital: La Villa de Los Santos. - Departamento de Panamá Capital: Panamá. |
| Provincias existentes en el istmo de Panamá entre 1858-1860.    | Estado Federal de Panamá (1858-1860)  | Debido a problemas administrativos, en 1858 el departamento de Coclé fue subdividido en los de Natá y de Soto, situación que se revirtió en 1860. Igualmente en este periodo se crearon las primeras comarcas indígenas del territorio que actualmente ocupa la República de Panamá: Bocas del Toro, Balboa y Darién.                                                        | El territorio del istmo de Panamá como parte de los Estados Unidos de Colombia, se dividió en departamentos y comarcas: - Departamento de Colón. Capital: Colón. - Departamento de Chiriquí. Capital: David. - Departamento de Fábrega. Capital: Santiago de Veraguas. - Departamento de Herrera Capital: Pesé. - Departamento de Los Santos Capital: La Villa de Los Santos. - Departamento de Natá. Capital: Natá. - Departamento de Panamá Capital: Panamá. - Departamento de Soto. Capital: Penonomé. - Comarca de Balboa. Capital: San Miguel. - Comarca de Bocas del Toro. Capital: Bocas del Toro. - Comarca del Darién. Capital: Chimán. |
| Provincias existentes en el istmo de Panamá entre 1860-1870.    | Estado Soberano de Panamá (1860-1886) | En 1864 se redujo el número de departamentos a seis, siendo el departamento de Herrera fusionado con el de Los Santos.En 1870 se creó la última comarca panameña: Tulenega, en tanto las demás sufrieron distintas aboliciones y recreaciones: Balboa fue eliminada en 1877 y erigida de nuevo en 1882, y Bocas del Toro y Darién fueron suprimidas definitivamente en 1894. | El territorio del istmo de Panamá como parte de los Estados Unidos de Colombia, se dividió en departamentos y comarcas: - Departamento de Coclé. Capital: Natá. - Departamento de Colón. Capital: Colón. - Departamento de Chiriquí. Capital: David. - Departamento de Los Santos Capital: La Villa de Los Santos. - Departamento de Panamá Capital: Panamá. - Departamento de Veraguas. Capital: Santiago de Veraguas. - Comarca de Balboa. Capital: San Miguel. - Comarca de Bocas del Toro. Capital: Bocas del Toro. - Comarca del Darién. Capital: Chimán. - Comarca Tulenega. Capital: El Porvenir.                                         |

## Época independiente (1903-presente)

Provincias de la República de Panamá, en 1904.

Provincias de la República de Panamá, en 1922.

Provincias de la República de Panamá, en 1953.

Provincias de la República de Panamá, en 1983.

Provincias de la República de Panamá, en 1995.

Provincias y comarcas de la República de Panamá, en 2014.

Con la proclamación de la República de Panamá en 1903, el país fue organizado en provincias, y esta a su vez divididas en municipios al tenor de lo dispuesto en la Constitución panameña de 1904.
El artículo 192 de la constitución política de 1946, introdujo la denominación distrito que es como se le nombraba al territorio al que se extiende la acción del municipio. De esta manera, territorio y gobierno, integraban el  distrito. Sin  embargo, en esa constitución el distrito no formaba parte de la organización territorial del país, puesto que, según lo estipulaba su artículo 5, el territorio se dividía en municipios autónomos agrupados en provincias. En sentido contrario, el artículo 232 de la constitución política  vigente, concibe al municipio como la organización política autónoma de la comunidad establecida en un  distrito. Esto es, que el distrito se determina por la comunidad establecida en un territorio sujeto a la acción del  municipio.
Respecto a los corregimientos, son introducidos por primera vez en la constitución política de 1941, en cuyo artículo 5, se facultaba a los ayuntamientos provinciales para subdividir los distritos en corregimientos. Tras haber sido suprimidos de la constitución de 1946, cobraron vigencia en el artículo 5 de la constitución de 1972, que los reconoció como la base política del Estado, con amplia representación y beligerancia política en el contexto del propio corregimiento, en el municipio, el consejo provincial e, incluso, en el Órgano Legislativo. Sin embargo esta preponderancia fue suprimida, cuando la disposición fue objeto de reforma en 1983, reservando su representación al ámbito local y provincial.
Con relación a la creación de regímenes especiales, se establecieron por primera vez en el acto legislativo de 1928, que modificando el artículo 4 de la constitución panameña de 1904, declaraba la posibilidad de crear comarcas con territorios segregados de las provincias ya existentes.
La ley 65 de 2015 establece que para la creación de regímenes especiales se deben observar los requisitos establecidos en la constitución y la ley.
El primer régimen especial en crearse fue la comarca de San Blas (hoy Guna Yala) por medio de la ley 16 del 19 de diciembre de 1953; le siguió la Emberá-Wounaan (ley 22 del 8 de noviembre de 1983), Madugandí (ley 24 del 12 de enero de 1996), Ngäbe-Buglé (ley 10 de 7 de marzo de 1997), Wargandí (ley 34 del 25 de julio de 2000), y Naso Tjër Di (ley 188 del 4 de diciembre de 2020).